# Hockelsjön
Hockelsjön är en sjö i Söderhamns kommun i Hälsingland och ingår i Nianån-Norralaåns kustområde. Sjöns area är 0,025 kvadratkilometer och den är belägen 20,9 meter över havet.